# Zita Šličytė
Zita Šličytė (* 7. August 1943 in Skuodas) ist eine litauische Juristin, Rechtsanwältin und Politikerin von Klaipėda.

## Leben
1967 absolvierte Šličytė das Diplomstudium der Rechtswissenschaft an der Vilniaus universitetas und 1979 promovierte zum Thema „Verwenden der viktimologischen Daten in der Tätigkeit des Rechtsanwalts im sowjetischen Strafprozess“ (lit. Viktimologinių duomenų panaudojimas advokato veikloje tarybiniame baudžiamajame procese).
Von 1961 bis 1963 war sie Korrespondentin der Rajongemeinde Tauragė und seit 1968 ist sie Rechtsanwältin.
Von 1990 bis 1992 und von 1992 bis 1996 war sie Mitglied des Seimas und danach arbeitet sie als Anwältin in Klaipėda und lehrt an zwei Hochschulen der Stadt. Von 2011 bis 2015 ist sie Mitglied im Rat der Stadtgemeinde Klaipėda (bei Tėvynės sąjunga - Lietuvos krikščionys demokratai).
Šličytė hat zwei Töchter, Daiva und Milda.